# Emil Öhmann
Emil Öhmann (* 25. Januar 1894 in Helsinki; † 7. Oktober 1984 ebenda) war ein finnischer Germanist, Romanist und Linguist.

## Leben und Werk
Öhmann wurde 1918 an der Universität Helsinki germanistisch promoviert mit der Arbeit Studien über die französischen Worte im Deutschen im 12. und 13. Jh. (Helsinki 1918). Er war von 1921 bis 1925 Dozent für Germanistik in Helsinki, dann von 1925 bis 1943 Professor für Germanistik an der Universität Turku (wo er bis 1931 auch Romanistik lehrte) und schließlich von 1943 bis 1963 Professor für Germanistik an der Universität Helsinki.
Sein Forschungsinteresse galt in besonderer Weise dem Einfluss des Französischen und Italienischen auf die deutsche Sprachgeschichte.
1961 erhielt Öhmann den Brüder-Grimm-Preis der Philipps-Universität Marburg und die Goethe-Medaille. 1954 wurde er zum korrespondierenden Mitglied der Göttinger Akademie der Wissenschaften gewählt. Seit 1955 war er korrespondierendes und seit 1969 auswärtiges Mitglied der Akademie der Wissenschaften der DDR.

## Werke (Auswahl)
- Der S-Plural im Deutschen, Helsinki 1924
- Der italienische Einfluss auf die deutsche Sprache bis zum Ausgang des Mittelalters, Helsinki 1942
- Die mittelhochdeutsche Lehnprägung nach altfranzösischem Vorbild, Helsinki 1951
- Zur Kenntnis der französischen Bestandteile in den rheinischen Mundarten, Helsinki 1965